# Genie in the House
Genie in the House is een Britse sitcom, uitgezonden op Nickelodeon. De serie wordt in het Verenigd Koninkrijk sinds mei 2006 uitgezonden. In Nederland is de serie in nagesynchroniseerde vorm te zien. De Nederlandse titelsong is ingezongen door Kus.

## Plot
De serie draait om een hardwerkende, alleenstaande vader genaamd Phillip, die met zijn twee tienerdochters, Emma en Sophie, in een nieuw huis gaat wonen. Bij het doorzoeken van het huis vinden ze een fles met daarin een leerling-djinn genaamd Adil. Zoals een stereotiepe geest moet Adil zijn nieuwe meesters dienen door hun wensen te vervullen, maar omdat hij nog een leerling is loopt dit niet altijd van een leien dakje. Phillip verbiedt Adil zijn magie in het huis te gebruiken, omdat dit altijd op niets uitloopt. Echter wensen de meiden stiekem allerlei dingen, waardoor ze in verschillende avonturen terechtkomen.

## Seizoenen
| Seizoen | Eerste uitzending                  | Afleveringen | Aantal |
| ------- | ---------------------------------- | ------------ | ------ |
| 1       | 29 mei 2006 - 7 mei 2007           | 1 - 26       | 26     |
| 2       | 5 november 2007 - 30 mei 2008      | 27 - 52      | 26     |
| 3       | 3 november 2008 - 5 januari 2009   | 53 - 63      | 11     |
| 4       | 10 augustus 2009 - 4 december 2010 | 64 - 78      | 15     |

## Rolverdeling
| Personage      | Acteur/actrice  |
| -------------- | --------------- |
| Adil           | Jordan Metcalfe |
| Phillip Norton | Adam Morris     |
| Emma Norton    | Vicky Longley   |
| Sophie Norton  | Katie Sheridan  |
| Max Baxter     | Angus Kennedy   |
| Caroline       | Victoria Gay    |
| Mr.Preston     | Philip Fox      |

## Nederlandse stemmen
| Personage      | Stem acteur/actrice |
| -------------- | ------------------- |
| Adil           | Jürgen Theuns       |
| Phillip Norton | Ewout Eggink        |
| Emma Norton    | Bettina Holwerda    |
| Sophie Norton  | Nicoline van Doorn  |
| Max Baxter     | Thijs van Aken      |
| Caroline       | Donna Vrijhof       |
| Mr Preston     | Ruud Drupsteen      |

## Personages
Phillip Nortonis de vader van Emma en Sophie. Hij is een geniale ontwerper, maar ook een stresskip, en alleenstaande vader, die altijd op zoek is naar de nieuwe liefde van zijn leven. Voorbeelden: Bonnie Swift, Emma's danslerares, Nanette-van-het-tuincentrum, de knappe caissière, die uiteindelijk een tuinkabouter-freak bleek te zijn en één keer buurvrouw Caroline, toen die een geweldige make-over kreeg.
Emma Nortonis het jongste zusje van de zusjes Norton. Zij is impulsief, gek op kleren en werkt zich veel vaker in de nesten dan haar nette, bescheiden zus Sophie. Als Abdab de lampendief incheckt bij de Nortons, profiteert Emma van de geest, die geen wensen verpest, en wenst meer kleren, sieraden, en andere luxueuze dingen dan ze in een heel jaar zou kunnen kopen (als ze het geld had). Jongens, kleren, wensen, haar aartsvijandin Anabell Scott dwarszitten, dat is waar haar leventje uit bestaat.
Sophie Nortonis de bescheiden zus van de twee. Zij werkt zich veel minder in de nesten dan haar zus. Ze hád een baantje (pizza bezorgen) maar dat verloor ze, nadat ze door een misgegane wens niet op haar werk verscheen. Ze is sinds de brugklas verliefd op een jongen, en Emma" zorgt dat ze daarmee een date krijgt. (zie de aflevering waarin Emma en haar vader van lichaam ruilen) In "Puppy Love" gaat ze (zonder het te weten) naar een blind date met een hond! Dit was Max' hondje, dat Adil had omgetoverd in een 'brave jongen'.
Adilis de maffe djinn die inwoont bij de Nortons. Hij zegt uit te Balamkadaar te komen, en vertelt vaak vreemde verhalen over zijn stad. Hij verpest altijd de wensen die gewenst worden. Zijn vergelijkingen zijn vreemd, zoals: "Een kameel in 'n boerka wordt ook nóóit Miss Balamkadaar!" Adil werkt eigenlijk zonder vergunning, waarvoor hij één keer bijna opgepakt werd. Phillip heeft geen vertrouwen in Adil en minacht hem om zijn belachelijke fratsen. Ook verbiedt hij zijn dochters wensen te wensen, omdat Adil ze toch weer verpest.
Max Baxteris Phillips baas. Hij heeft altijd last van zijn rug, heeft aldoor een nieuwe ruzie met zijn vrouw Marjorie. Hij zet Phillip altijd onder druk bij het maken van ontwerpen, die hij altijd naar zichzelf vernoemt. Hij checkt regelmatig in bij de Nortons, tot grote woede van Phillip. Hij deed zich ooit voor als drieëntwintig, F-16-piloot, en niet-kaal, om in de smaak te vallen bij de tuttige pop van Emma, die Adil omgetoverd had tot een mens.
Carolineis de maffe buurvrouw van de Nortons. Haar persoonlijke geneesmiddel is haar spruitjes-met-kool-energiedrank.

## Veranderingen in het concept
De serie is sinds zijn debuut sterk veranderd, met name gedurende de eerste paar afleveringen. De eerste afleveringen van de serie waren niet bijster populair bij het doelpubliek, en het personage Caroline werd sterk bekritiseerd. Naarmate de serie vorderde kwamen er echter steeds meer kijkers bij. De aflevering "Girlband" staat inmiddels bekend als de best bekeken aflevering van de serie. Na de aflevering "Maxed Out" werd Genie in the House zelfs benoemd tot de beste Britse sitcom op Nickelodeon van dat moment. Vanaf dit moment kreeg de serie ook steeds vaker de beschikking over complexe sets en betere special effects.